# 26. децембар
26. децембар (26.12.) је 360. дан године по грегоријанском календару (361. у преступној години). До краја године има још 5 дана.

## Догађаји
- 1351 — У току рата између Хабсбурговаца и Швајцараца грађани Цириха су победили у бици код Детвила против војске Хабсбурговаца и њихових савезника.
- 1805 — Француска и Аустрија потписале, у Пожуну, (Братислава) мировни уговор, после Наполеонове победе у бици код Аустерлица, којим је Француска добила Венецију, Истру без Трста, Далмацију и Боку которску и учврстила своју позицију у Европи. Одредбе споразума поништене су 1814. на Бечком конгресу.
- 1825 — У Санкт Петербургу, на дан полагања заклетве новом цару Николају I избила је побуна декабриста, противника царизма у Русији.
- 1874 — Феликс де Блохаузен постао премијер Луксембурга.
- 1898 — Пјер и Марија Кири открили први радиоактивни хемијски елемент и назвали га радијум.
- 1908 — Американац Џек Џонсон је победом над Канађанином Томијем Барнсом постао први црни боксер првак света у тешкој категорији.
- 1922 — Вођа Октобарске револуције Владимир Илич Лењин завршио први део свог „Писма конгресу“, касније познатог као "Лењинов тестамент", у којем је позвао комунисте да сачувају јединство партије и предложио реформе. У другом делу „тестамента“, који је написао 4. јануара 1923. Лењин је сугерисао да Стаљин буде смењен са места генералног секретара Комунистичке партије.
- 1941 — Суочен с напредовањем јапанских снага у Другом светском рату ка Манили, амерички генерал Даглас Макартур прогласио је филипинску престоницу "отвореним градом". Упркос томе у Манили су 1941, 1942. и 1945. вођене тешке борбе америчких и јапанских јединица, током којих су порушени многи делови града.
- 1943 — Британска Краљевска ратна морнарица је у Другом светском рату потопила "Шарнхорст".
- 1968 — У Савезној народној скупштини усвојени су амандмани на Устав СФР Југославије, којима се шири аутономија покрајина и оне добијају статус сличан републикама. Покрајине су добиле покрајински Уставни закон, чиме је отворен пут готово потпуно самосталној законској, извршној и судској власти. Покрајини Косово и Метохија уведен је назив Косово.
- 1971 — У знак протеста због америчког ангажовања у Вијетнаму, 16 америчких ратних ветерана Вијетнамског рата окупирало је Статуу слободе у њујоршкој луци.
- 1975 — Летом на линији Москва-Алма Ата, Тупољев Ту-144 је постао први суперсонични авион у свету у редовном саобраћају.
- 1989 — Румунски Фронт националног спаса наименовао нову владу с Јоном Илијескуом на челу, дан после погубљења Николае Чаушескуа.
- 1990 — Скупштина Словеније прогласила самосталност те републике, након плебисцита 23. децембра на коме се 86 одсто гласача изјаснило за независну словеначку државу.
- 1991 — У Алжиру су одржани први вишепартијски парламентарни избори од стицања независности од Француске 1962.
- 1994 — Нападом командоса на отети француски путнички авион на аеродрому у Марсељу ослобођено је 239 путника и чланова посаде које су исламски терористи држали као таоце после отмице 24. децембра у Алжиру. Командоси су убили сву четворицу терориста.
- 1998 — Бивши лидери Црвених Кмера Кије Сампан и Нуон Чеа предали су се камбоџанској влади. За време режима Црвених Кмера средином седамдесетих година 20. века у Камбоџи је убијено или је умрло од глади и болести 1,7 милиона људи.
- 1998 — Српске снаге безбедности на Космету почеле су напад на подручју места Подујево, након што је у селу Обранџе убијен један Србин.
- 2000 — У пожару у дискотеци у кинеском граду Лиојангу живот је изгубило 311 људи.
- 2001 — Израелски министар одбране Бенџамин Бен-Елизер изабран је за председника Лабуристичке партије.
- 2003 — У земљотресу јачине 6,3 степена Рихтерове скале који је погодио ирански град Бам, погинуло је око 30.000 људи.

## Рођења
- 1716 — Томас Греј, енглески песник. (прем. 1771)[1]
- 1791 — Чарлс Бебиџ, енглески полимата. (прем. 1871)[2]
- 1883 — Морис Утрило, француски сликар. (прем. 1955)[3]
- 1891 — Хенри Милер, амерички књижевник. (прем. 1980)[4]
- 1893 — Мао Цедунг, кинески комунистички револуционар и државник. (прем. 1976)[5]
- 1920 — Макарије Поповић, српски архимандрит. (прем. 1981)[6]
- 1938 — Мирко Ковач, југословенски књижевник, есејиста, драматург и сценариста. (прем. 2013)[7]
- 1939 — Фил Спектор, амерички музичар и музички продуцент. (прем. 2021)[8]
- 1951 — Жарко Варајић, српски кошаркаш. (прем. 2019)[9]
- 1951 — Џон Скофилд, амерички музичар и композитор, најпознатији као џез-рок гитариста.[10]
- 1960 — Темуера Морисон, новозеландски глумац.[11]
- 1963 — Ларс Улрих, дански музичар, глумац и музички продуцент, најпознатији као суоснивач и бубњар групе Metallica.[12]
- 1965 — Мазињо Оливеира, бразилски фудбалер.[13]
- 1968 — Александар Кнежевић, српски рукометаш и рукометни тренер.[14]
- 1970 — Драгољуб Видачић, српски кошаркаш и кошаркашки тренер.[15]
- 1971 — Џаред Лето, амерички глумац и музичар.[16]
- 1971 — Татјана Сороко, руски модел и модна новинарка.[17]
- 1975 — Марсело Риос, чилеански тенисер.[18][19]
- 1979 — Фабијан Карини, уругвајски фудбалски голман.[20]
- 1982 — Дејвид Логан, америчко-пољски кошаркаш.[21]
- 1983 — Александар Ванг, амерички модни дизајнер.
- 1985 — Бет Берс, америчка глумица.
- 1985 — Јевгениј Колесников, руски кошаркаш.[22]
- 1985 — Дамир Маркота, хрватски кошаркаш.[23]
- 1986 — Иго Лорис, француски фудбалски голман.[24]
- 1986 — Кит Харингтон, енглески глумац и продуцент.[25]
- 1987 — Михаил Кукушкин, казахстански тенисер.[26]
- 1989 — Немања Станковић, српски виолончелиста.[27]
- 1990 — Арон Ремзи, велшки фудбалер.[28]
- 1990 — Денис Черишев, руски фудбалер.[29]
- 1991 — Дилан Енис, јамајканско-канадски кошаркаш.[30]
- 2001 — Алексеј Покушевски, српско-грчки кошаркаш.[31]

## Смрти
- 268 — Дионисије, папа[32]
- 418 — Зосим, папа[33]
- 1530 — Бабур, први цар Могулског царства. (рођ. 1483)[34]
- 1848 — Џорџ Стивенсон, енглески инжењер и изумитељ (рођ. 1781)[35]
- 1867 — Јожеф Кошич, словеначки писац, песник, историчар, етнолог и католички свештеник. (рођ. 1788)[36][37]
- 1890 — Хајнрих Шлиман, немачки археолог (рођ. 1822)[38]
- 1972 — Хари Труман, председник САД (рођ. 1884)[39]
- 1985 — Дајана Фоси, амерички зоолог и заштитница планинских горила (рођ. 1932)[40]
- 1977 — Хауард Хокс, амерички филмски режисер. (рођ. 1896)[41]
- 2006 — Џералд Форд, 38. амерички предсједник. (рођ. 1913)[42]

## Празници и дани сећања
Српска православна црква данас прославља
- Свети мученик Евстратије
- Свештеномученик Гаврило, патријарх српски
- свети Никодим Српски
- Света мученица Луција
- Света мученица Лукија (Луција), девица
- Свети свештеномученик Гаврило, патријарх српски
- Свети преподобни Герман, аљаски чудотворац
- Свети новомученик Петар Алеут
- Свети преподобни Арсеније латарски
- Свети преподобни Арис;